# ГЕС Гаммарфорсен
ГЕС Гаммарфорсен — гідроелектростанція в центральній частині Швеції. Розташована між ГЕС Gammelänge (вище за течією) та ГЕС Svarthålsforsen, входить до складу каскаду на одній з найважливіших річок країни Індальсельвен (знаходиться на ділянці її нижньої течії після виходу з озера Стуршен).
Для роботи станції річку перекрили греблею висотою 25 метрів. Інтегрований у неї машинний зал в 1928 році обладнали двома турбінами типу Френсіс потужністю по 11,4 МВт. Після спорудження вище за течією нових електростанцій, які забезпечили накопичення додаткового ресурсу для роботи каскаду, стало можливо підсилити перші об'єкти. На Hammarforsen в 1940 році встановили ще дві турбіни потужністю по 16 МВт, при цьому вони належали до іншого типу Каплан. А в 1952-му додали ще одну турбіну Каплан, розміщену в новому машинному залі на протилежному боці річки від попереднього. Станом на середину 2010 років ГЕС має загальну потужність 80 МВт.
Наразі обладнання станції, що працює при напорі у 19,5 метра, здатне виробляти 575 млн кВт·год електроенергії на рік.